# نيكل نحاسي
النيكل النحاسي  (تعرف باسم كُبرونيكل واختصاراً CuNi) هي سبيكة من النحاس والنيكل بالإضافة إلى عناصر أخرى بنسب قليلة، على الرغم من محتواها العالي من النحاس، فإنها سبيكة فضية اللون. وتتميز بمقاومة عالية للتآكل التي تسببها المياه المالحة، وبالتالي فهي تستخدم للأنابيب والمبادلات الحرارية والمكثفات في أنظمة مياه البحر، وكذلك للأجهزة البحرية. كما تستخدم أحيانًا لصناعة المراوح، وأعمدة المروحة، وهياكل القوارب عالية الجودة. وتشمل الاستخدامات الأخرى المعدات العسكرية والصناعات الكيميائية والبتروكيميائية والكهربائية. 
استخدام آخر حديث و شائع للنيكل النحاسي هو في صناعة العملات المعدنية ذات اللون الفضي. في هذا الاستخدام، تحتوي السبيكة النموذجية على نسبة 3: 1 من النحاس إلى النيكل، مع كميات صغيرة جدًا من المنغنيز.